# Grosser Wildkamm
Grosser Wildkamm är en bergstopp i Österrike.   Den ligger i distriktet Bruck-Mürzzuschlag och förbundslandet Steiermark, i den östra delen av landet, 90 km sydväst om huvudstaden Wien. Toppen på Grosser Wildkamm är 1 541 meter över havet.
Terrängen runt Grosser Wildkamm är huvudsakligen kuperad, men den allra närmaste omgivningen är bergig. Närmaste större samhälle är Krieglach, 18,6 km sydost om Grosser Wildkamm. 
I omgivningarna runt Grosser Wildkamm växer i huvudsak blandskog. Runt Grosser Wildkamm är det ganska glesbefolkat, med 48 invånare per kvadratkilometer.